# Sanctuaire de la faune sauvage de Pushpagiri
Le sanctuaire de la faune sauvage de Pushpagiri est l'un des vingt-et-un sanctuaires consacrés à la faune sauvage situés dans l'État indien de Karnataka.

## Description
Le sanctuaire de Pushpagiri a été fondé en 1987 et couvre une superficie de 10,259 hectares.
Ce sanctuaire, situé dans le taluk de Somwarpet, dans le district de Kodagu, abrite des oiseaux rares et menacés. La réserve forestière de Kadamakkal fait partie du sanctuaire dont le plus haut sommet est le Pushpagiri. Un autre pic est le Kumaraparvatha. Le sanctuaire jouxte la réserve forestière de Bisle (en) au nord et la forêt de Kukke Subramanya (en) à l'ouest.
Le sanctuaire de la faune sauvage de Pushpagiri a été proposé comme l'un des sites du patrimoine mondial de l'UNESCO.